# 毘婆尸佛經
《毘婆尸佛經》，又稱《毘婆尸佛經》，佛教經典，收錄于《大正新修大藏經·阿含部》第三部。宋法天譯，共2卷。
該經成立應該是在《佛說七佛經》成書之後。本經典是談過去七佛的五部經典之一。模仿釋尊傳，列舉過去七佛的第一佛毘婆尸佛（毗婆尸佛）的詳細傳記者。《佛說七佛經》的部分先成立，為了使其完成佛傳，故加入本經，而成立類似於「大本經」的內容，但是只附加有關毘婆尸佛的部分，而成為本經。本經說法的場所並未提及。
相關典籍為《巴利大藏經·長部·大本經》（第14經）